# Liste der orbitalen Raketenstarts (2025)
(Stand: 20. August 2025 – 187 Starts)

## Startliste
Januar – Februar – März – April  – Mai – Juni – Juli – August
| Datum (UTC)             | 11Raketentyp11           | Startplatz             | 123456Nutzlast123456 | Art / Zweck | COSPAR-ID |
| Januar 2025             | Januar 2025              | Januar 2025            | Januar 2025 | Januar 2025 | Januar 2025 |
| ----------------------- | ------------------------ | ---------------------- | --- | --- | --- |
| 4. Jan. 2025 01:27      | Falcon 9                 | CCSFS 40               | Thuraya 4-NGS | Kommunikation | 01A |
| 6. Jan. 2025 20:00      | CZ-3B/G2                 | Xichang 3              | Shijian 25 | TE/Betankung | 02A12345678 |
| 6. Jan. 2025 20:43      | Falcon 9                 | CCSFS 40               | Starlink 6-71 | 24× Kommunikation | 03A–03Z |
| 8. Jan. 2025 15:27      | Falcon 9                 | KSC 39A                | Starlink 12-11 | 21× Kommunikation | 04A–04W |
| 10. Jan. 2025 03:53     | Falcon 9                 | VSFB 4E                | Starshield 6 (NROL-153) | 22× Aufklärung | 05A–05Y |
| 10. Jan. 2025 19:11     | Falcon 9                 | CCSFS 40               | Starlink 12-12 | 21× Kommunikation | 06A–06W |
| 13. Jan. 2025 03:00     | Jielong-3                | Südchine- sisches Meer | Weili Kongjian 01 (Microcentispace 01) | 10× Navigation | 07B–07L |
| 13. Jan. 2025 16:47     | Falcon 9                 | CCSFS 40               | Starlink 12-4 | 21× Kommunikation | 08A–08W |
| 14. Jan. 2025 19:09     | Falcon 9                 | VSFB 4E                | Transporter-12 MBZ-Sat 4× ICEYE 3× Firefly Garai-A Sigi SkyBee 1 IRIDE HEO 1 ÑuSat FGN-100-d1 NorSat-4 2× ION SCV LEO Express 2 (Mira) Pelican-2 Jay C, D1, D2 Flock 4G 6× Lemur-2 Connecta-IoT PauSat1 Centauri 7, 8 BRO 16 Balkan-1 GESat Gen1 SCOT Forest 3 InnoCube Parus-T1 2× Iris HCT-Sat1 AlainSat-1 Elevation-1 AE1c, AE1d Troll TechEdSat-22 SatGus Hades-R 3× Fossasat 2E weitere Nutzlasten              | Rideshare-Start Erdbeobachtung Kommunikation TE/Erdbeobachtung Erdbeobachtung TE/Kommunikation AIS Raumschlepper Erdbeobachtung 3× TE/Aufklärung 36× Erdbeobachtung ◻ Meteorologie, AIS ◻ 4× Internet der Dinge ◻ Erdbeobachtung ◻ 2× Kommunikation ◻ AIS, SIGINT ◻ Erdbeobachtung ◻ SSA ◻ Erdbeobachtung ◻ Hochschulprojekt ◻ Erdbeobachtung ◻ TE/Kommunikation ◻ ? TE ◻ Hochschulprojekt ◻ Fotografie ◻ Amateurfunk ▫ TE ▫ ≤ 24 Kleinsatelliten | 09CV, 09CT, … 09CW, 09CZ, 09DF 09AC 09Z 09BQ 09CS 09AH 09CX 09X, 09V 09BS 09Y 09BM, 09BN, 09BJ 09BC, 09BG, … 09CU, 09DB, … 09CY, 09DE, … 09AW 09DD, 09DK 09AX 09C 09D 09J 09CB 09H 09CD, 09L 09BW 09AS, 09K 09BB 09DJ 09CK 09CF, 09BV, 09DN |
| 15. Jan. 2025 06:11     | Falcon 9                 | KSC 39A                | Blue Ghost M1 Hakuto-R M2 | CLPS-Mondlander Mondlander | 10A 10B |
| 16. Jan. 2025 07:03     | New Glenn Erstflug       | CCSFS 36               | Blue Ring Pathfinder | TE/Satellitenbus | 11A |
| 17. Jan. 2025 04:07     | CZ-2D                    | Jiuquan 94             | PRSC-EO1 Tianlu-1 Carbon-1 (Lantan-1) | Fernerkundung Meeresbeobachtung | 12 |
| 20. Jan. 2025 10:11     | Ceres-1                  | Jiuquan 95A            | Yunyao 37–40 Jitianxing A-05 | 4× Wetterbeobachtung Fernerkundung | 13A–13E |
| 21. Jan. 2025 05:24     | Falcon 9                 | KSC 39A                | Starlink 13-1 2× Starshield | 21× Kommunikation Aufklärung | 14A–14W 14X, 14Y |
| 21. Jan. 2025 15:45     | Falcon 9                 | VSFB 4E                | Starlink 11-8 | 27× Kommunikation | 15A–15AC |
| 23. Jan. 2025 05:15     | CZ-6A                    | Taiyuan                | Qianfan 06 | 18× Kommunikation | 16A–16T |
| 23. Jan. 2025 15:32     | CZ-3B/G2                 | Xichang                | TJS-14 | TE/Kommunikation oder Aufklärung | 17A |
| 24. Jan. 2025 14:07     | Falcon 9                 | VSFB 4E                | Starlink 11-6 | 23× Kommunikation | 18A–18Y |
| 27. Jan. 2025 22:05     | Falcon 9                 | CCSFS 40               | Starlink 12-7 | 21× Kommunikation | 19A–19W |
| 29. Jan. 2025 00:53     | GSLV Mk II               | SHAR 2                 | NVS-02 (IRNSS-1K) | Navigation | 20A |
| 30. Jan. 2025 01:34     | Falcon 9                 | KSC 39A                | Spainsat NG-1 | Militärkommunikation | 21A |
| Februar 2025            |                          |                        | | | |
| 1. Feb. 2025 23:02      | Falcon 9                 | VSFB 4E                | Starlink 11-4 | 22× Kommunikation | 22A–22X |
| 2. Feb. 2025 08:30      | H3-22S                   | TNSC Y2                | QZS 6 | Navigation | 23A |
| 4. Feb. 2025 10:15      | Falcon 9                 | CCSFS 40               | Starlink 12-3 | 21× Kommunikation | 24A–24W |
| 4. Feb. 2025 23:13      | Falcon 9                 | KSC 39A                | WorldView Legion 5 & 6 | 2× Erdbeobachtung | 25A, 25B |
| 5. Feb. 2025 03:59      | Sojus-2.1w/Wolga         | Plessezk 43/4          | Kosmos 2581–2583 | 3 Militärsatelliten | 26A, 26B, 26C |
| 8. Feb. 2025 19:18      | Falcon 9                 | CCSFS 40               | Starlink 12-9 | 21× Kommunikation | 27A–27W |
| 8. Feb. 2025 20:43      | Electron/KS              | Mahia 1A               | 5× Kinéis | Internet der Dinge | 28E, 28B, 28G, … |
| 11. Feb. 2025 02:09     | Falcon 9                 | VSFB 4E                | Starlink 11-10 | 23× Kommunikation | 29A–29Y |
| 11. Feb. 2025 09:30     | CZ-8A Erstflug 8A        | Wenchang 201           | Hulianwang Digui 02 | 9× Kommunikation | 30A–30J |
| 11. Feb. 2025 18:53     | Falcon 9                 | CCSFS 40               | Starlink 12-18 | 21× Kommunikation | 31A–31W |
| 15. Feb. 2025 06:14     | Falcon 9                 | CCSFS 40               | Starlink 12-8 | 21× Kommunikation | 32A–32W |
| 18. Feb. 2025 23:17     | Electron/KS              | Mahia 1B               | Global 31 | Erdbeobachtung | 33B |
| 18. Feb. 2025 23:21     | Falcon 9                 | CCSFS 40               | Starlink 10-12 | 23× Kommunikation | 34A–34Y |
| 21. Feb. 2025 15:19     | Falcon 9                 | CCSFS 40               | Starlink 12-14 | 23× Kommunikation | 35A–35Y |
| 22. Feb. 2025 12:11     | CZ-3B/G2                 | Xichang                | Chinasat 10R | Kommunikation | 36A |
| 23. Feb. 2025 01:38     | Falcon 9                 | VSFB 4E                | Starlink 15-1 | 22× Kommunikation | 37A–37X |
| 27. Feb. 2025 00:16     | Falcon 9                 | KSC 39A                | IM-2 (Odysseus) Lunar Trailblazer Odin Chimera GEO 1 | CLPS-Mondlander Mondorbiter Asteroidensonde Raumschlepper | 38A 38C 38D 38B |
| 27. Feb. 2025 03:34     | Falcon 9                 | CCSFS 40               | Starlink 12-13 | 21× Kommunikation | 39A–39W |
| 27. Feb. 2025 07:08     | CZ-2C                    | Jiuquan                | Siwei Gaojing 1-03, 04 | 2× Fernerkundung | 40A, 40B |
| 27. Feb. 2025 21:24     | Sojus-2.1a               | Baikonur 31/6          | Progress MS-30 | ISS-Versorgung | 41B |
| März 2025               |                          |                        | | | |
| 1. März 2025 10:01      | Kuaizhou-1A              | Jiuquan                | | | Fehlschlag |
| 2. März 2025 22:22      | Sojus-2.1b/Fregat        | Plessezk 43/3          | GLONASS-K2 14L | Navigation | 42A |
| 3. März 2025 02:24      | Falcon 9                 | CCSFS 40               | Starlink 12-20 | 21x Kommunikation | 43A–43W |
| 6. März 2025 16:24      | Ariane 62                | CSG A-4                | CSO 3 | Aufklärung | 44A |
| 9. März 2025 17:17      | CZ-3B/G2                 | Xichang 3              | TJS-15 | TE/Kommunikation oder Aufklärung | 45A |
| 11. März 2025 16:38     | CZ-8                     | Hainan 1               | Qianfan 05 | 18× Kommunikation | 46A–46T |
| 12. März 2025 03:10     | Falcon 9                 | VSFB 4E                | SPHEREx Punch | Weltraumteleskop 4× Sonnenforschung | 47A–47E |
| 13. März 2025 02:35     | Falcon 9                 | CCSFS 40               | Starlink 12-21 | 21× Kommunikation | 48A–48W |
| 14. März 2025 23:03     | Falcon 9                 | KSC 39A                | SpaceX Crew-10 | bemannte ISS-Mission | 49A |
| 15. März 2025 00:00     | Electron/KS              | Mahia 1B               | QPS-SAR 9 | Erdbeobachtung | 50A |
| 15. März 2025 04:11     | CZ-2D                    | Jiuquan                | Siwei Gaojing 3-02 Tianyan 23 | Fernerkundung ? | 51A, 51B |
| 15. März 2025 06:43     | Falcon 9                 | VSFB 4E                | Transporter-13 Spaceeye-T Etihad-Sat 4× ICEYE ION SCV 17 Clarity-1 YAM 8 7× Lemur-2 Tomorrow S5, S6 Aerocube 18A, 18B Tevel-2 Hades-ICM Al Munter weitere Nutzlasten | Rideshare-Start Erdbeobachtung >Erdbeobachtung Raumschlepper Erdbeobachtung TE/Diverses Meteorologie, AIS ◻ 2× Erdbeobachtung ◻ 2× TE ◻ 9× Amateurfunk ◻ Amateurfunk ◻ TE ◻ < 46 Kleinsatelliten | 52V 52BA, 52AV, … 52W 52T 52AW 52AN, 52AQ, … 52AA, 52R 52L, 52N 52BN 52AG |
| 15. März 2025 11:35     | Falcon 9                 | CCSFS 40               | Starlink 12-16 | 23× Kommunikation | 53A–53Y |
| 16. März 2025 10:50     | Angara-1.2               | Plessezk 35/1          | Kosmos 2585–2587 | 3 Militärsatelliten | 54A–54C |
| 17. März 2025 08:07     | Ceres-1                  | Jiuquan 95B            | Airsat 06, 07 Yunyao-1 55–60 | 2× Erdbeobachtung 6× Wetterbeobachtung | 55A–55H |
| 18. März 2025 01:31     | Electron/KS              | Mahia 1A               | 5× Kinéis | Internet der Dinge | 56A–56E |
| 18. März 2025 19:57     | Falcon 9                 | CCSFS 40               | Starlink 12-25 | 23× Kommunikation | 57A–57Y |
| 21. März 2025 06:49     | Falcon 9                 | VSFB 4E                | Starshield 7 (NROL-57) | 11× Aufklärung | 58A–58L |
| 21. März 2025 11:07     | Ceres-1                  | Jiuquan 95B            | Yunyao-1 43-48 | 6× Wetterbeobachtung | 59A–59F |
| 24. März 2025 17:48     | Falcon 9                 | CCSFS 40               | USA 498 (NROL-69) | Aufklärung | 60A |
| 26. März 2025 15:30     | Electron/KS              | Mahia 1B               | 8× Forest | Waldbrandüberwachung | 61A–61H |
| 26. März 2025 15:55     | CZ-3B/G3                 | Xichang                | Tianlian-2-04 | Relaissatellit | 62A |
| 26. März 2025 22:11     | Falcon 9                 | VSFB 4E                | Starlink 11-7 | 27× Kommunikation | 63A–63AC |
| 29. März 2025 16:05     | CZ-7A                    | Wenchang 201           | TJS-16 | TE/Kommunikation oder Aufklärung | 64A |
| 30. März 2025 10:30     | Spectrum Erstflug        | Andøya A               | – | Testflug | Fehlschlag |
| 31. März 2025 19:52     | Falcon 9                 | CCSFS 40               | Starlink 6-80 | 28× Kommunikation | 65A–65AD |
| April 2025              |                          |                        | | | |
| 1. April 2025 01:46     | Falcon 9                 | KSC 39A                | Fram2 | Weltraumtourismus | 66A |
| 1. April 2025 04:00     | CZ-2D                    | Jiuquan                | WHJSW 6 | 4× TE/Satelliteninternet | 67A–67D |
| 3. April 2025 02:12     | CZ-6                     | Taiyuan                | Tianping 3A-02 | Radarkalibrierung | 68A |
| 4. April 2025 01:02     | Falcon 9                 | VSFB 4E                | Starlink 11-13 | 27× Kommunikation | 69A–69AC |
| 6. April 2025 03:07     | Falcon 9                 | CCSFS 40               | Starlink 6-72 | 28× Kommunikation | 70A–70AD |
| 7. April 2025 23:06     | Falcon 9                 | VSFB 4E                | Starlink 11-11 | 27× Kommunikation | 71A–71AC |
| 8. April 2025 05:47     | Sojus-2.1a               | Baikonur 31/6          | Sojus MS-27 | bemannte ISS-Mission | 72A |
| 10. April 2025 16:47    | CZ-3B/G2                 | Xichang 3              | TJS-17 | TE/Kommunikation oder Aufklärung | 73A |
| 12. April 2025 12:25    | Falcon 9                 | VSFB 4E                | Starshield 8 (NROL-192) | 22× Aufklärung | 74A–74X |
| 13. April 2025 00:53    | Falcon 9                 | KSC 39A                | Starlink 12-17 | 21× Kommunikation | 75A–75W |
| 14. April 2025 04:00    | Falcon 9                 | CCSFS 40               | Starlink 6-73 | 27× Kommunikation | 76A–76AC |
| 16. April 2025 19:33    | Minotaur IV              | VSFB 8                 | USA 521, 522 (NROL-174) | (2× geheim) | 77A, 77B |
| 18. April 2025 22:51    | CZ-6A                    | Taiyuan                | Shiyan-27A bis 27F | 6× SSA/TE | 78A–78F |
| 20. April 2025 12.29    | Falcon 9                 | VSFB 4E                | Starshield 9 (NROL-145) | 22× Aufklärung | 79A–79X |
| 21. April 2025 08:15    | Falcon 9                 | KSC 39A                | Dragon CRS-32 | ISS-Versorgung | 80A |
| 22. April 2025 00:48    | Falcon 9                 | CCSFS 40               | Bandwagon-3 425-Projekt SAR 3 Phoenix 1 Tomorrow S7 | Rideshare-Start Aufklärung TE/Rückführkapsel Meteorologie ◻ | 81A 81B |
| 24. April 2024 09:17    | CZ-2F/G                  | Jiuquan 91             | Shenzhou 20 | bemannte CSS-Mission | 82A |
| 25. April 2025 01:52    | Falcon 9                 | CCSFS 40               | Starlink 6-74 | 28× Kommunikation | 83A–83AD |
| 27. April 2025 15:54    | CZ-3B/G3                 | Xichang                | Tianlian-2-05 | Relaissatellit | 84A |
| 28. April 2025 02:09    | Falcon 9                 | CCSFS 40               | Starlink 12-23 | 23× Kommunikation | 85A–85Y |
| 28. April 2025 20:10    | CZ-5B/YZ-2               | Wenchang 101           | Huliangwang Digui 03 | 10× Kommunikation | 86A–86K |
| 28. April 2025 20:42    | Falcon 9                 | VSFB 4E                | Starlink 11-9 | 27× Kommunikation | 87A–87AC |
| 28. April 2025 23:01    | Atlas V 551              | CCSFS 41               | Kuiper KA-01 | 27× Kommunikation | 88A–88AC |
| 29. April 2025 02:34    | Falcon 9                 | KSC 39A                | Starlink 12-10 | 23× Kommunikation | 89A–89Y |
| 29. April 2025 09:15    | Vega-C                   | CSG V                  | Biomass | Erdbeobachtung | 90A |
| 29. April 2025 13:37    | Firefly Alpha            | VSFB 2W                | LM 400 Demo | Satellitenbus-Erprobung | Fehlschlag |
| Mai 2025                |                          |                        | | | |
| 2. Mai 2025 01:51       | Falcon 9                 | CCSFS 40               | Starlink 6-75 | 28× Kommunikation | 91A–91AD |
| 4. Mai 2025 08:54       | Falcon 9                 | KSC 39A                | Starlink 6-84 | 29× Kommunikation | 92A–92AE |
| 7. Mai 2025 01:17       | Falcon 9                 | CCSFS 40               | Starlink 6-93 | 28× Kommunikation | 93A–93AD |
| 10. Mai 2025 00:19      | Falcon 9                 | VSFB 4E                | Starlink 15-3 | 26× Kommunikation | 94A–94AB |
| 10. Mai 2025 06:28      | Falcon 9                 | CCSFS 40               | Starlink 6-91 | 28× Kommunikation | 95A–95AD |
| 11. Mai 2025 13:27      | CZ-6A                    | Taiyuan                | Yaogan 40-02 | 3× Aufklärung | 96A–96C |
| 12. Mai 2025 18:09      | CZ-3C/G2                 | Xichang                | TJS-19 | TE/Kommunikation oder Aufklärung | 97A |
| 13. Mai 2025 01:15      | Falcon 9                 | VSFB 4E                | Starlink 15-4 | 26× Kommunikation | 98A–98AB |
| 13. Mai 2025 05:02      | Falcon 9                 | KSC 39A                | Starlink 6-83 | 28× Kommunikation | 99A–99AD |
| 14. Mai 2025 04:12      | CZ-2D                    | Jiuquan                | Taikong Jisuan | 12× Edge Computing | 100A–100K |
| 14. Mai 2025 16:38      | Falcon 9                 | CCSFS 40               | Starlink 6-67 | 28× Kommunikation | 101A–101AD |
| 16. Mai 2025 13:43      | Falcon 9                 | VSFB 4E                | Starlink 15-5 | 26× Kommunikation | 102A–102AB |
| 17. Mai 2025 04:12      | Zhuque-2E                | Jiuquan                | Tianyi 29, 35, 42 Tianyi 34, 45, 46 | 3× Erdbeobachtung 3× Forschung | 103A–103F |
| 17. Mai 2025 08:17      | Electron/KS              | Mahia 1A               | QPS-SAR-10 | Erdbeobachtung | 104A |
| 18. Mai 2025 00:29      | PSLV-XL                  | SHAR 1                 | EOS-09 | Erdbeobachtung | Fehlschlag |
| 19. Mai 2025 07:38      | Ceres-1H                 | Gelbes Meer            | Tianqi 16–18, 20 | 4× Internet der Dinge | 105A–105D |
| 20. Mai 2025 11:50      | CZ-7A                    | Wenchang 201           | ChinaSat 3B | Kommunikation | 106A |
| 21. Mai 2025 03:19      | Falcon 9                 | CCSFS 40               | Starlink 12-15 | 23× Kommunikation | 107A–107Y |
| 21. Mai 2025 04:05      | Lijian-1                 | Jiuquan                | Taijing-3 04 Taijing-4 02A Xingrui-11 Xingjiyuan-1 Cube-108-001 Xiguang-1 02 | Fernerkundung Erdbeobachtung | 108A–108F |
| 23. Mai 2025 08:36      | Sojus-2.1b/Fregat        | Plessezk 43/4          | Kosmos 2588 | Militärsatellit | 109A |
| 23. Mai 2025 22:32      | Falcon 9                 | VSFB 4E                | Starlink 11-16 | 27× Kommunikation | 110A–110AC |
| 24. Mai 2025 17:19      | Falcon 9                 | CCSFS 40               | Starlink 12-22 | 23× Kommunikation | 111A–111Y |
| 27. Mai 2025 16:57      | Falcon 9                 | VSFB 4E                | Starlink 17-1 | 24× Kommunikation | 112A–112Z |
| 28. Mai 2025 13:30      | Falcon 9                 | KSC 39A                | Starlink 10-32 | 27× Kommunikation | 113A–113AC |
| 28. Mai 2025 17:31      | CZ-3B/G2                 | Xichang                | Tianwen-2 | Asteroiden- und Kometensonde | 114A |
| 29. Mai 2025 04:12      | CZ-4B                    | Jiuquan                | Shijian 26 | | 115A |
| 30. Mai 2025 17:37      | Falcon 9                 | CCSFS 40               | GPS III-8 | Navigation | 116A |
| 31. Mai 2025 20:10      | Falcon 9                 | VSFB 4E                | Starlink 11-18 | 27× Kommunikation | 117A–117AC |
| Juni 2025               |                          |                        | | | |
| 2. Juni 2025 23:57      | Electron/KS              | Mahia 1B               | Global 32 | Erdbeobachtung | 118B |
| 3. Juni 2025 04:43      | Falcon 9                 | CCSFS 40               | Starlink 12-19 | 23× Kommunikation | 119A–119Y |
| 4. Juni 2025 23:40      | Falcon 9                 | VSFB 4E                | Starlink 11-22 | 27× Kommunikation | 120A–120AC |
| 5. Juni 2025 20:45      | CZ-6A                    | Taiyuan                | Huliangwang Digui 04 | 5× Kommunikation | 121A–121E |
| 7. Juni 2025 04:54      | Falcon 9                 | CCSFS 40               | Sirius XM-10 | Kommunikation | 122A |
| 8. Juni 2025 14:20      | Falcon 9                 | VSFB 4E                | Starlink 15-8 | 26× Kommunikation | 123A–123AB |
| 10. Juni 2025 13:05     | Falcon 9                 | CCSFS 40               | Starlink 12-24 | 23× Kommunikation | 124A–124Y |
| 11. Juni 2025 15:31     | Electron/KS              | Mahia 1A               | QPS-SAR 11 | Erdbeobachtung | 125A |
| 13. Juni 2025 01:54     | Falcon 9                 | VSFB 4E                | Starlink 15-6 | 26× Kommunikation | 126A–126AB |
| 13. Juni 2025 15:29     | Falcon 9                 | CCSFS 40               | Starlink 12-26 | 23× Kommunikation | 127A–127Y |
| 14. Juni 2025 07:56     | CZ-2D                    | Jiuquan                | Zhangheng-1 02 | Forschung | 128A |
| 17. Juni 2025 03:36     | Falcon 9                 | VSFB 4E                | Starlink 15-9 | 26× Kommunikation | 129A–129AB |
| 18. Juni 2025 05:55     | Falcon 9                 | CCSFS 40               | Starlink 10-18 | 28× Kommunikation | 130A–130AD |
| 19. Juni 2025 ca. 03:00 | Angara A5/Bris-M         | Plessezk 35/1          | Kosmos 2589 | Militärsatellit | 131A |
| 20. Juni 2025 12:37     | CZ-3B/G2                 | Xichang                | Chinasat 9C | Kommunikation | 132A |
| 23. Juni 2025 05:58     | Falcon 9                 | CCSFS 40               | Starlink 10-23 | 27× Kommunikation | 133A–133AC |
| 23. Juni 2025 10:54     | Atlas V 551              | CCSFS 41               | Kuiper KA-02 | 27× Kommunikation | 134A–134AC |
| 23. Juni 2025 21:25     | Falcon 9                 | VSFB 4E                | Transporter-14 Mission Possible Celestis Perseverance MMS-1 IRIDE HEO 2–9 Skybee 2 2× GHGSat 6× ICEYE GRUS 3α Bifrost 2× ION SCV Capella 17 YAM 10 W-Series 4 Musat 3 T1DES-1 (Dragoon) Pulsar IOV Padre Elana 56: Arcstone 3× Lemur-2 2× Hubble Connecta-IoT BRO-18 Hyperfield-1B DUTHSat-2 ForgeStar-1 Satmar IOD-2 Fossasat-2E21 Horis 1, 2 Quick3 RIDU-Sat 1 Parus-T2 Jack-001 TPA-1 Möbius-1 weitere Nutzlasten | Rideshare-Start TE/Raumkapsel Weltraumbestattung Erdbeobachtung 7× Erdbeobachtung Erdbeobachtung TE/Erdbeobachtung TE/Kommunikation Raumschlepper Erdbeobachtung TE, Diverses TE/ISM Erdbeobachtung TE/Navigation Sonnenforschung ◻ Mondmetrologie ◻ Meteorologie, AIS ◻ Kommunikation ◻ 4× Internet der Dinge ◻ SIGINT ◻ Erdbeobachtung ◻ Meeresbeobachtung ◻ TE/Produktion ◻ TE/Kommunikation ◻ TE/ADS-B ◻ Internet der Dinge ◻ 2× Erdbeobachtung ◻ TE/Kommunikation ◻ Amateurfunk ◻ Amateurfunk ◻ Erdbeobachtung ◻ TE, Erdbeobachtung ◻ TE/Satellitensoftware ◻ 18 Kleinsatelliten | 135AS, AT, AV 135S 135B, 135W 135AU, AW, AY, … 135BD 135BN, 135W 135AZ, 135T 135BE 135R 135AX 135Q 135P 135AH 135N 135AK, BL, BU 135AP, BT 135G, AB, AD, AF 135Y 135AA 135U 135Z 135J 135F                                                  |
| 25. Juni 2025 06:31     | Falcon 9                 | KSC 39A                | Axiom Mission 4 | bemannte ISS-Mission | 136A |
| 25. Juni 2025 19:54     | Falcon 9                 | CCSFS 40               | Starlink 10-16 | 27× Kommunikation | 137A–137AC |
| 26. Juni 2025 17:28     | Electron/KS              | Mahia 1A               | Hawk 12A–C Kestrel-0A | 3× SIGINT TE | 138A–138C 138D |
| 28. Juni 2025 04:26     | Falcon 9                 | CCSFS 40               | Starlink 10-34 | 27× Kommunikation | 139A–139AC |
| 28. Juni 2025 07:08     | Electron/KS              | Mahia 1B               | Lyra 4 | Internet der Dinge | 140A |
| 28. Juni 2025 16:33     | H-IIA 202 letzter Flug   | TNSC Y1                | GOSAT-GW | Erdbeobachtung | 141A |
| 28. Juni 2025 17:13     | Falcon 9                 | VSFB 4E                | Starlink 15-7 | 26× Kommunikation | 142A–142AB |
| Juli 2025               |                          |                        | | | |
| 1. Juli 2025 21:04      | Falcon 9                 | KSC 39A                | MTG-S1 | Meteorologie | 143A |
| 2. Juli 2025 06:28      | Falcon 9                 | CCSFS 40               | Starlink 10-25 | 27× Kommunikation | 144A–144AC |
| 3. Juli 2025 09:35      | CZ-4C                    | Xichang                | Shijian 28B-01 | TE/SSA | 145A |
| 3. Juli 2025 19:32      | Sojus-2.1a               | Baikonur 31/6          | Progress MS-31 | ISS-Versorgung | 146A |
| 8. Juli 2025 08:21      | Falcon 9                 | CCSFS 40               | Starlink 10-28 | 28× Kommunikation | 147A–147AD |
| 13. Juli 2025 05:04     | Falcon 9                 | CCSFS 40               | Dror 1 (GTO-1) | Kommunikation | 148A |
| 14. Juli 2025 21:34     | CZ-7                     | Wenchang 201           | Tianzhou 9 | CSS-Versorgung | 149A |
| 16. Juli 2025 02:05     | Falcon 9                 | VSFB 4E                | Starlink 15-2 | 26× Kommunikation | 150A–150AB |
| 16. Juli 2025 06:30     | Falcon 9                 | CCSFS 40               | Kuiper KF-01 | 24× Kommunikation | 151A–151Z |
| 19. Juli 2025 03:52     | Falcon 9                 | VSFB 4E                | Starlink 17-3 | 24× Kommunikation | 152A–152Z |
| 22. Juli 2025 21:12     | Falcon 9                 | CCSFS 40               | O3b mPower 9 & 10 | 2× Kommunikation | 153A, 153B |
| 23. Juli 2025 18:13     | Falcon 9                 | VSFB 4E                | Tracers Athena EPIC Bard / PeXT REAL LIDE Skycraft 4 | 2× Magnetosphären- 2× Forschung TE/Fernerkundung TE/Kommunikation Strahlungsmessung ◻ TE ◻ Kommunikation | 154B, 154E 154F 154G 154A |
| 25. Juli 2025 05:54     | Sojus-2.1b/Fregat        | Wostotschny 1S         | Ionosfera 3 & 4 Nahid-2 Geoskan weitere Nutzlasten | 2× Erdbeobachtung Kommunikation 6× TE/Erdbeobachtung 11 Satelliten | 155A, 155B |
| 26. Juli 2025 02:03     | Vega-C                   | CSG V                  | CO3D Microcarb | 4× Erdbeobachtung 1× Erdbeobachtung | 156B–156E 156A |
| 26. Juli 2025 09:01     | Falcon 9                 | CCSFS 40               | Starlink 10-26 | 28× Kommunikation | 157A–157AD |
| 27. Juli 2025 04:31     | Falcon 9                 | VSFB 4E                | Starlink 17-2 | 24× Kommunikation | 158A–158Z |
| 27. Juli 2025 10:03     | CZ-6A                    | Taiyuan                | Huliangwang Digui 05 | 5× Kommunikation | 159A–159E |
| 29. Juli 2025 04:11     | Hyperbola-1              | Jiuquan                | Enshi Xidou Shanquan | Erdbeobachtung | 160A |
| 29. Juli 2025 ca. 22:35 | Eris Erstflug            | Bowen                  | 1 Glas Vegemite | Brotaufstrich | Fehlschlag |
| 30. Juli 2025 03:37     | Falcon 9                 | CCSFS 40               | Starlink 10-29 | 28× Kommunikation | 161A–161AD |
| 30. Juli 2025 07:49     | CZ-8A                    | Hainan                 | Huliangwang Digui 06 | 9× Kommunikation | 162A–162J |
| 30. Juli 2025 12:10     | GSLV Mk II               | SHAR 2                 | NISAR | Erdbeobachtung | 163A |
| 31. Juli 2025 02:00     | Kuaizhou 1A              | Xichang                | PRSC-S1 | Erdbeobachtung | 164A |
| 31. Juli 2025 18:35     | Falcon 9                 | VSFB 4E                | Starlink 13-4 Starshield | 19× Kommunikation 2× Aufklärung | 165A–165U 165V, 165W |
| August 2025             |                          |                        | | | |
| 1. Aug. 2025 15:43      | Falcon 9                 | KSC 39A                | SpaceX Crew-11 | bemannte ISS-Mission | 166A |
| 4. Aug. 2025 07:57      | Falcon 9                 | CCSFS 40               | Starlink 10-30 | 28× Kommunikation | 167A–167AD |
| 4. Aug. 2025 10:21      | CZ-12                    | Hainan                 | Huliangwang Digui 07 | 10× Kommunikation | 168A–168K |
| 5. Aug. 2025 04:10      | Electron/KS              | Mahia 1B               | QPS-SAR 12 | Erdbeobachtung | 169A |
| 8. Aug. 2025 16:31      | Jielong-3                | Gelbes Meer            | Geesat 4-01 bis 4-11 | 11× Navigation | 170 |
| 11. Aug. 2025 12:35     | Falcon 9                 | CCSFS 40               | Kuiper KF-02 | 24× Kommunikation | 171 |
| 13. Aug. 2025 00:37     | Ariane 62                | CSG A-4                | MetOp-SG A1 | Wettersatellit | 172A |
| 13. Aug. 2025 00:56     | Vulcan VC4S Erstflug VC4 | CCSFS 41               | USSF-106: NTS-3 USA 554 | militärische Mission TE/Navigation ? | 173A 173B |
| 13. Aug. 2025 06:43     | CZ-5B/YZ-2               | Wenchang 101           | Huliangwang Digui 08 | 10× Kommunikation | 174A–174K |
| 14. Aug. 2025 05:05     | Falcon 9                 | VSFB 4E                | Starlink 17-4 | 24× Kommunikation | 175 |
| 14. Aug. 2025 12:29     | Falcon 9                 | CCSFS 40               | Starlink 10-20 | 28× Kommunikation | 176 |
| 15. Aug. 2025 01:17     | Zhuque 2E                | Jiuquan                | 4 Satelliten | | Fehlschlag |
| 17. Aug. 2025 08:55     | CZ-4C                    | Xichang                | Shijian 28B-02 | | 177A |
| 17. Aug. 2025 14:15     | CZ-6A                    | Taiyuan                | Huliangwang Digui 09 | 5× Kommunikation | 178A–178E |
| 18. Aug. 2025 16:26     | Falcon 9                 | VSFB 4E                | Starlink 17-5 | 24× Kommunikation | 179 |
| 19. Aug. 2025 07:33     | Lijian-1                 | Jiuquan                | Airsat 05 (Zhongke 05) Tiantuo-6 Tianyan 26 ThumbSat 1 ThumbSat 2 | Fernerkundung 3× TE Selbstfotografie Kunstprojekt | |
| 20. Aug. 2025 17:13     | Sojus-2.1a               | Baikonur 31/6          | Bion-M2 | biologische Forschung | |

Art / Zweck: Die Abkürzung „TE“ steht für „Technologieerprobung“, also das Testen neuer Satellitentechnik; die Symbole ◻ und ▫ kennzeichnen Cubesats bzw. PocketQubes. Siehe Satellitentypen für weitere Erläuterungen.
Zu geplanten Starts siehe Liste geplanter orbitaler Raketenstarts.

## Fehlschläge und Teilerfolge
1. ↑  Der Start war nicht offiziell angekündigt, sondern wurde nur durch Luftraumsperren bekannt. Beobachter gehen von einem Fehlschlag aus (siehe Quellen).
2. ↑  Die Rakete begann etwa 18 Sekunden nach dem Abheben zu taumeln und stürzte ab. (European-Spaceflight-Artikel vom 30. März 2025)
3. ↑  Unmittelbar nach der Stufentrennung wurde die Düse des Zweitstufentriebwerks beschädigt. Das Triebwerk hatte dadurch nicht die vorgesehene Leistung, sodass keine Erdumlaufbahn erreicht wurde. (Bekanntmachung von Firefly Aerospace, 29. April 2025)
4. ↑  Ausfall der dritten Stufe.
5. ↑  Die Rakete stürzte etwa 15 Sekunden nach dem Abheben zurück auf den Boden. (X-Video von Gilmour Space)
6. ↑  Fehlfunktion der ersten Stufe.